# Landscape
Landscape Channel es un canal de televisión británico que se transmite vía satélite en Showcase 2 (canal 192 de SKY) y vía internet en su página web.

## Historia
El canal comenzó como un bloque de madrugada en el canal SKY Channel desde 1988 hasta 1989, año en el que se mudó al satélite Astra 1A. Así continuó hasta mediados de año, cuando a causa de la falta de fondos sus emisiones cesaron. Pero un año más tarde el canal fue acogido por Channel 4, que lo convirtió otra vez en un bloque pero que esta vez se emitía desde las 9:30 hasta las 11 de la mañana. El bloque tuvo tanta audiencia que se pasó a la televisión por cable convirtiéndose en un canal propio, que emitió desde 1991 hasta 1993 en la plataforma Windsor Television (actualmente Virgin Media).
Desde 1993 a 1994, Landscape Channel también fue distribuido vía satélite, pero durante estos dos años hizo muchos cambios de satélites por los que emitía. El 1 de junio de 1997, el canal se ofrecía por Europa gracias a su disponibilidad en el satélite Orion. Landscape Channel también podía ser visto en territorio español, gracias a un acuerdo con la plataforma Vía Digital. Emitió en la plataforma desde su nacimiento, el 15 de septiembre de 1997 hasta el 24 de febrero de 1999 (según las páginas de programación del diario ABC). Desapareció de la oferta de Vía Digital porque la plataforma digital estaba negociando la fusión con Canal Satélite Digital.
El canal empezó sus emisiones en Alemania, recibiendo buenas críticas, y también hizo lo mismo en los Países Bajos mediante un contrato con una operadora de cable holandesa muy importante. Delante de la imposible recaptación de dinero por parte de sus accionistas, en 2001 había que reconstruir el funcionamiento. Sin embargo, el canal continuó emitiendo en Holanda en CAI Westland hasta el año 2007.
En 2004, su reconstrucción le llevó hasta convertirse en LandscapeHD, ofreciendo el servicio con alta definición y volviendo al mercado de la televisión por cable. En 2013 el canal fue relanzado sin ningún tipo de voz en sus contenidos, con una calidad 1080p de alta definición y con su vuelta a las compañías de televisión por cable, por satélite y por IPTV.